# Brabirodes
Brabirodes is een geslacht van vlinders van de familie spanners (Geometridae), uit de onderfamilie Larentiinae.

## Soorten
- B. cerevia Druce, 1893
- B. orthesia Druce, 1893